# Chagga
Los chagga, también llamados wachaga, chaga, jagga, dschagga, waschagga o wachagga, son una etnia africana con presencia en Tanzania (2.616.000 personas) y Kenia (21.000 personas). Pertenecen al grupo de lenguas bantúes. Viven en las vertientes sur y este del monte Kilimanjaro y en las colinas Taita así como en el área de la ciudad de Moshi. Su relativa riqueza proviene no solo del clima favorable del área, sino también de sus acertados métodos agrícolas que incluyen extensos sistemas de irrigación y fertilización continua practicada durante miles de años (kihamba). Fueron una de las primeras etnias de la zona en convertirse al cristianismo, lo que pudo haberles dado una ventaja económica sobre otros grupos étnicos, al haber tenido acceso a una educación y asistencia médica como cristianos.

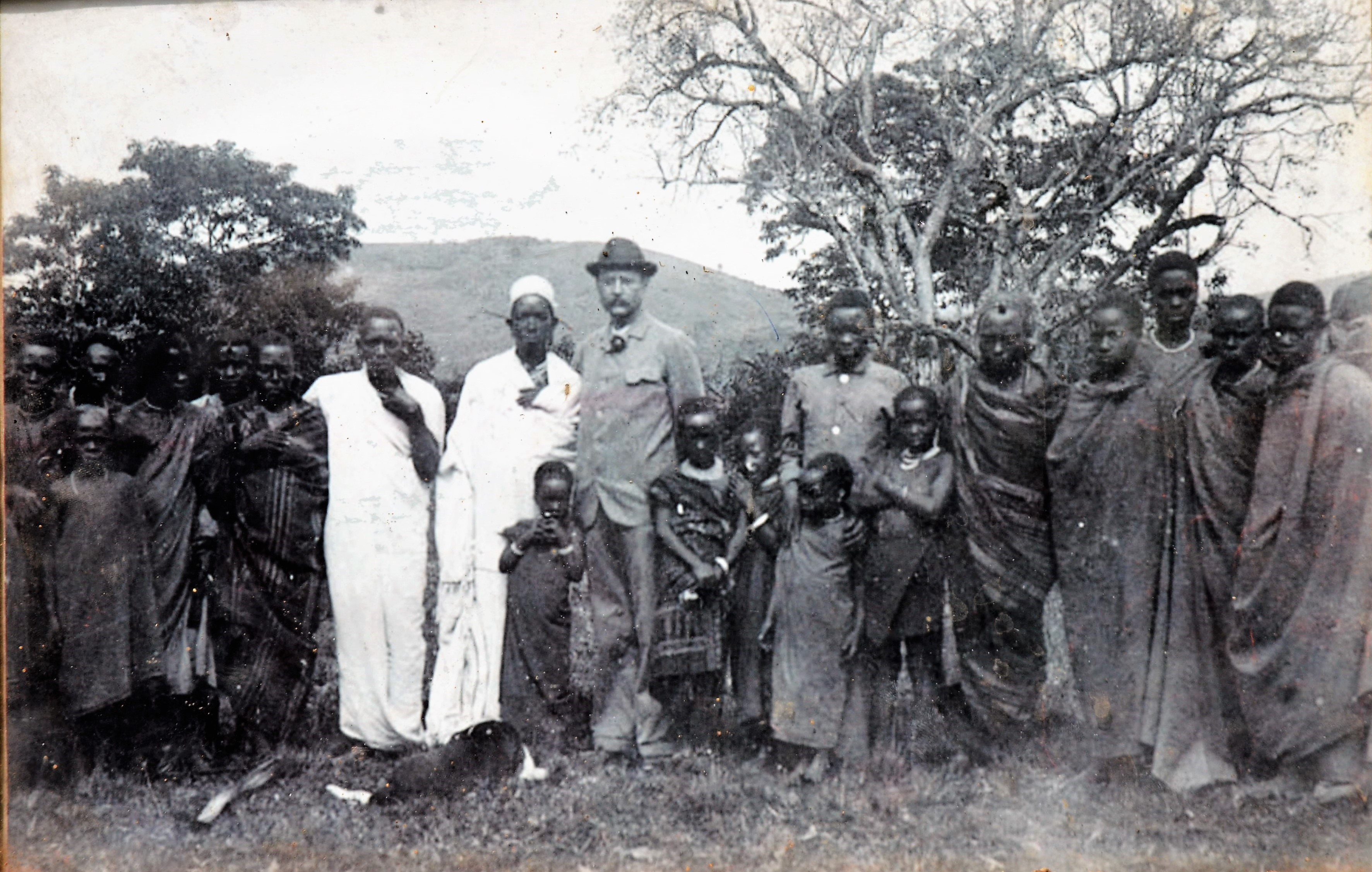
Visita de Hans Meyer al jefe Meli de los chagga antes de subir el Kilinmanjaro

Descienden de varios grupos bantúes que emigraron entre finales del siglo X al XV desde otros lugares de África hacia las estribaciones del Kilimanjaro. En sus tradiciones mantienen la referencia de una tierra mítica originaria o pueblo ancestral llamado Shungwaya. Aunque los chagga pertenecen al grupo de lenguas bantúes, no utilizan una lengua única, sino varios dialectos chagga relacionados. Estos dialectos están relacionados con el kamba, que se habla en el nordeste de Kenia y con otras lenguas utilizadas en el este, como el dabida y el pokomo. El área donde viven los chagga está tradicionalmente dividida en varias jafaturas. Están culturalmente relacionados con los pare, taveta y los pueblos taita. Siguen un sistema patrilineal de descendencia y herencia. Los chagga subsisten principalmente de la agricultura, usando sistemas de irrigación en campos escalonados y utilizan el abono de bueyes. Aunque los plátanos constituyen su alimento básico, también cultivan otros productos como ñames, frijoles y maíz. En exportaciones agrícolas, los chagga son más conocidos por su café arábigo, que se exporta a mercados americanos y europeos, y que lo convierten en su principal cultivo comercial.
Se puede decir que son uno de los pueblos mejor situados económicamente de África Oriental. A diferencia de muchas sociedades en África, las mujeres ocupan las posiciones destacadas de la sociedad chaga, desde cuestiones económicas hasta la educación. Las mujeres chaga impulsan una gran parte del progreso económico en el norte de Tanzania.

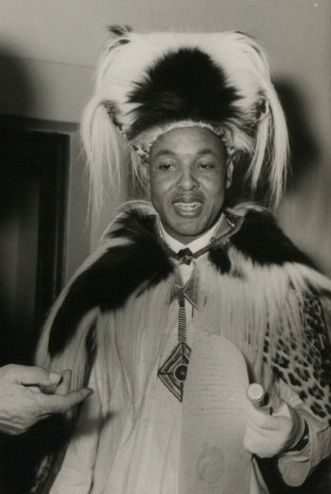
Mangi Thomas Marealle

## Idioma

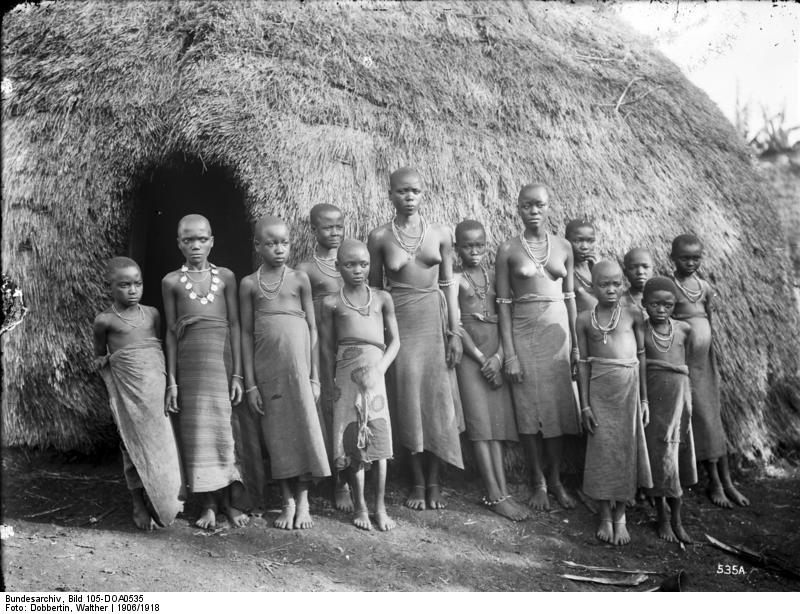
Los grupos de edad femeninos y masculinos rigieron la sociedades chagga

En general desde finales del siglo XX el pueblo chagga es bilingüe, habla alguna de las variantes del complejo lingüístico chagga, así como suajili, el idioma nacional de Tanzania. Ambos idiomas de origen bantú. Los estudios de las lenguas chagga señalan que en el siglo VII existía una lengua proto-taita-chagga, hablada por las comunidades de la cultura de la loza maore en el Pare septentrional, el Kilimanjaro y las colinas Taita. Se han rastreado hasta tres dialectos de esta lengua original, dos de los cuales se hablaban en la zona Taita y el resto en el sur de la actual Tanzania. En el siglo XI es a lengua común dio origen a dos nuevos grupos lingüísticos saghala y dawida.
Las lenguas chagga están formadas por varios dialectos estrechamente relacionados: kivunjo, kimarangu, kiromba, kima chame y kikibosho. Algunos lingüistas señalan que los kamba de Kenia hablan un idioma con muchas similitudes con el chagga.
En diversos estudios lingüísticos, las lenguas del complejo chagga pueden aparecer con los nombres: máchame, moci, moshi, moshi-chagga, kimochi, kimoshi, mosi, antiguo moshi o uru.
Técnicamente, el complejo chagga es del filo nigercongo: Atlantic-Congo / Volta-Congo / Benue-Congo / Bantú / Bantú del sur / Narrow Bantú / Bantú del Este / Noreste de la Sabana Bantú / Kilinmanjaro-Taita / Kilinmanjaro-bantú / Chaga.
En esta clasificación el idioma chaga contiene 3 grandes variantes según Glottolog:
- Chaga central kilinmanjaro que tiene tres grandes comunidades al sur del parque nacional del kilinmanjaro: Machi, Vunjo y Kahe
- Chaga rombo hablado al suroeste del Kilinmanjaro
- Chaga del oeste del kilinmanjaro con dos grandes comunidades, Rwa y Machame.

## Historia

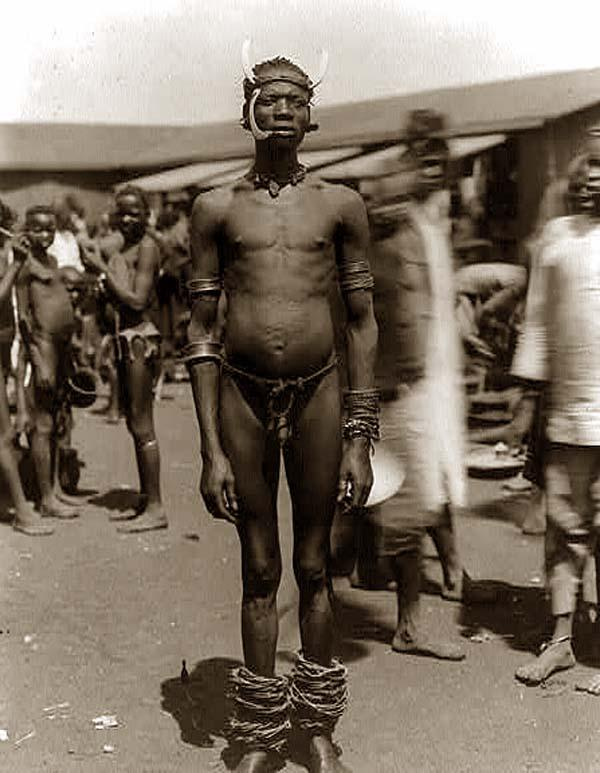
Fotografía de 1890 a un miembro de la etnia chagga

### Origen y expansión
La tradición oral del pueblo chagga señala Shungwaya, un reino o colonia mítica al norte del río Tana, como su lugar de origen. Las investigaciones históricas y los primeros documentos escritos provienen del siglo XIX y señalan la llegada de oleadas de bantúes entre los siglos XI y XV que se unieron a poblaciones locales cusitas que ya habitaban el Kilinmanjaron desde miles de años atrás. También existen evidencias que señalan que entre finales del primer milenio y el siglo XI tuvieron contacto y recibieron influencias del pueblo ongamo (nilótico). De estos tomó prestadas una serie de prácticas nilóticas, incluida la circuncisión femenina, beber sangre de ganado (originalmente una práctica cusita) y los grupos de edad. A su vez el proceso de integración hizo que el tamborileo, asociado en la cultura bantú con el cacicazgo se perdiera entre los chagga. La interacción del pueblo chagga con el ongamo mezcló sus religiones. Así conceptos bantúes del dios creador y conceptos cusita-nilóticos del sol dador de vida se combinaron en la deidad llamada Ruwa.
En el siglo XII consolidaron la actividad agrícola, especialmente cultivos de montaña y el plátano que les permitieron una mayor expansión y riqueza. En esos tiempos se produjo una escisión en las colinas de Taita dando origen a los pueblos y dialectos dawida y sagala. Hacia 1300 el pueblo chagga se organizó en un sistema monárquico y consolidan sus comunidades en las laderas este y sur del Kilinmanjaro. Debajo del monarca había numerosos jefes, a veces más de 20. Las disputas entre estos jefes menores eran comunes con  frecuentes batallas e incluso guerras a gran escala, que conducían a cambios de poder de un jefe a otro.
La riqueza económica los convirtió en un pueblo de gran influencia que fue integrando miembros de etnias vecinas como otros pueblos cusitas del Rift oriental. En el siglo XIX (1830-1875) mantuvieron el crecimiento de su poder económico y demográfico. Eso les permitió asimilar comunidades masái que huían de la guerra civil en la que se habían enfrentado varios clanes de la etnia. Sobre 1880 se crearon los reinos de Kibosho y Moshi que compitieron por el comercio con el litoral oceánico. Sin embargo la mayoría de los chagga optaron por mantener organizaciones autónomas. Fue así que durante la época colonial los chagas se dividieron en 30 jefaturas independientes, más unidas por el territorio que por los linajes. Esa autonomía derivó en una competencia interna de los distintos grupos por el control de las rutas comerciales, por los monopolios en el aprovisionamiento de caravanas, por el marfil, los esclavos, el ganado, el hierro y otros botines de guerra, así como por el derecho a exigir tributos. A partir de este movimiento político interior cobraron relevancia los grupos de edad como regidores de la organización de los clanes.
Uno de los jefes chagga más conocidos fue Orombo, quien, a partir de 1800, creó un imperio menor en las laderas orientales del Kilimanjaro. Después de conseguir un suministro de lanzas y otras armas, que adquirió principalmente de comerciantes del pueblo paré (bantúes), Orombo emprendió una serie de incursiones contra otras jefaturas, acumulando finalmente un gran número de cautivos humanos y ganado. Con el trabajo forzado de sus cautivos, el rey Orombo construyó un fuerte de piedra desde el cual pudo dominar los clanes y jefaturas cercanas. Sin embargo, el imperio de Orombo duró poco, ya que murió en una batalla con los masái. Sin su liderazgo, el imperio colapsó.

### SigloXIX

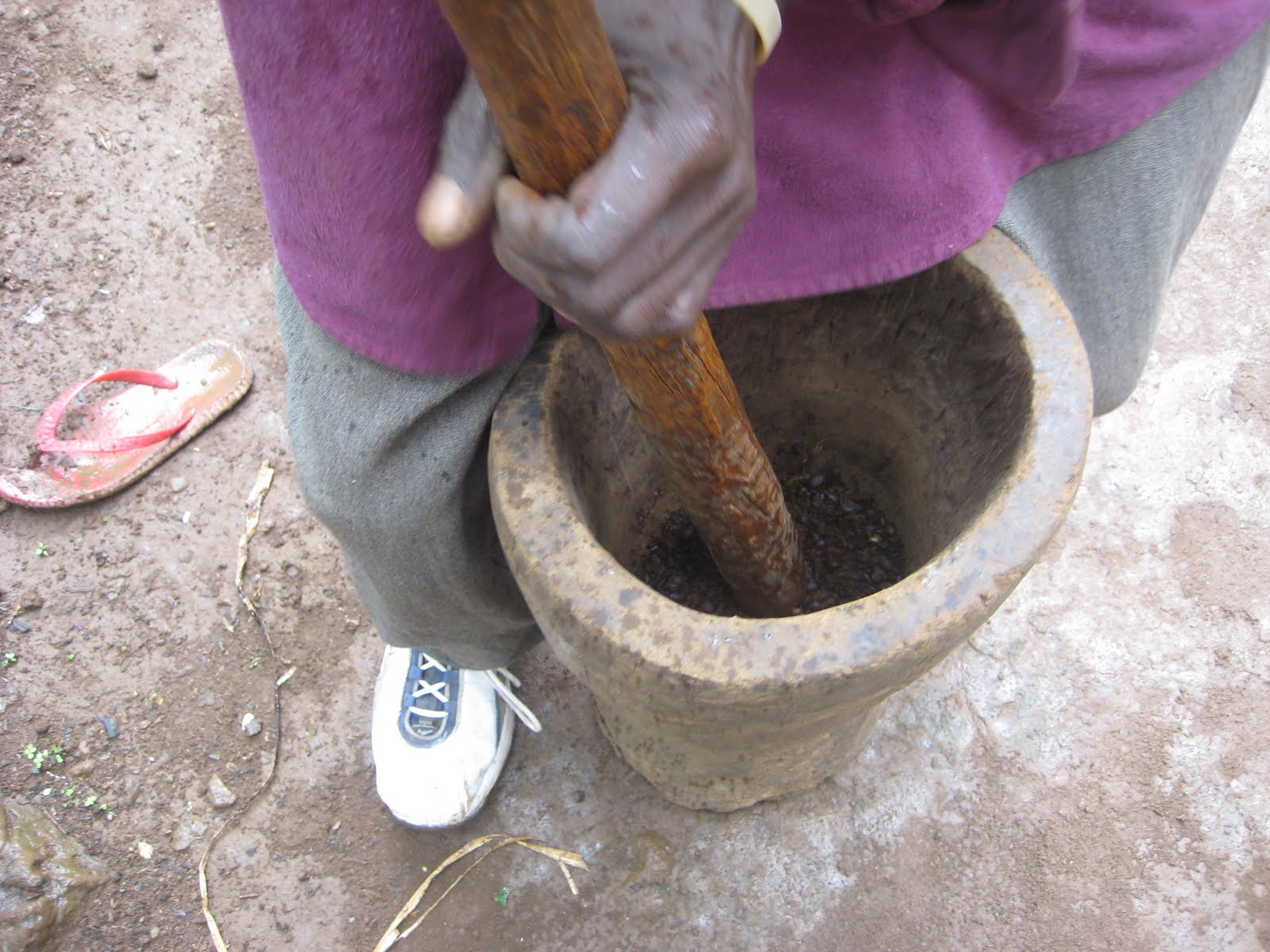
Mortero para café en la región del Kilinmanjaro

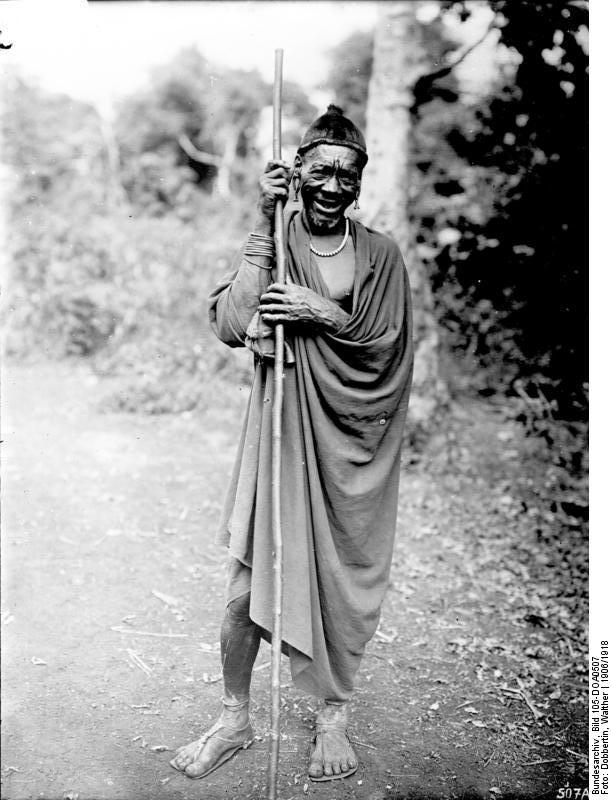
Jefe chagga de la época colonial

Antes de la conquista alemana de la región chagga, varias jefaturas cobijaron y colaboraron con misioneros cristianos, viajeros europeos y representantes diplomáticos y comerciales como era tradición en el pasado. Pero a partir de 1880 los recortes a sus derechos y propiedades aplicados por los colonialistas alemanes provocaron una actitud hostil de buena parte de los chagga. En 1886 se formalizó la potestad colonial de Alemania sobre el Kilinmanjaro tras el reparto de África oriental con los ingleses. Aprovechando viejas disputas entre jefaturas los alemanes utilizaron a jefes chaggas que se convirtieron en aliados y ayudaron en la derrota de viejos rivales. En esas guerras de dominio colonialista también participaron guerreros sudaneses y zulúes traídos por los alemanes. En la década de 1890, todos los chagga habían sido subyugados.
Tras la derrota la sociedad chagga experimentó un cambio radical. Se impusieron impuestos que debían pagarse con dinero. De esa manera los chaggas se veían obligados a trabajar en los campos europeos a cambio de efectivo. Para congraciarse con los jefes chagga colaboradores los alemanes adaptaron el sistema esclavista conocido en Europa como corvea en beneficio del gobierno colonial. Así unos pocos alemanes armados gobernó con éxito a cien mil chagga al controlarlos a través de sus jefes. Los jefes que cooperaron fueron recompensados con más poder del que jamás habían conocido. Los que resistieron fueron depuestos o ahorcados, y en su lugar se designaron sustitutos más maleables.
El dominio colonial alemán sofocó las revueltas armadas y desestructuró el ejército chaga que se formaba con los grupos de edad. La acción de las iglesias se extendió y finalmente, la mayoría de los chagga se convirtieron, al menos nominalmente, en cristianos. A las iglesias, católica y luterana se les asignó el control religioso sobre diferentes partes del Kilimanjaro. Como parte de su misión, introdujeron escuelas y granjas de cultivo de café. El proceso impuso una occidentalización de costumbres, trajo la medicina europea, la escuela como institución y los modelos comerciales del capitalismo occidental que terminaron beneficiando históricamente a los invasores sobre la población nativa.
Esta transformación económica general estaba muy avanzada cuando el gobierno colonial pasó de manos alemanas a manos británicas en 1916.

### SigloXX-XXI

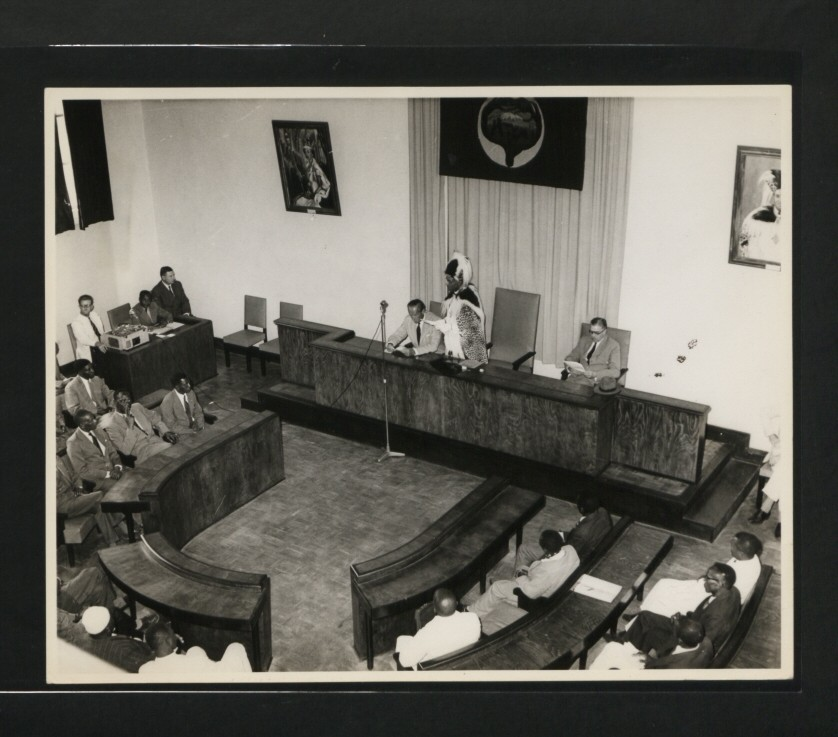
Visita de autoridades británicas al Consejo del pueblo chagga en 1957

Los alemanes, y más tarde los británicos, utilizaron las rivalidades entre los líderes de las comunidades chagga para manipularlos, sin embargo, en 1952, los chagga entendieron que necesitaban mejores medios para tratar con los administradores coloniales y eligieron al Mangi Mkuu o "Jefe de Montañat". El Mangi Mkuu se convirtió en representante de la etnia ante las autoridades coloniales hasta que entró en conflicto con nuevos líderes chagga educados en occidente y el creciente poder de la Unión Nacional Africana de Tanganica (TANU) bajo el liderazgo de Julius Nyerere.  Una vez más el grupo chagga quedó dividido entre el liderazgo del  Mangi Mkuu, que formó un partido rival llamado Partido Democrático Chagga que presionó por la democratización de la jefatura, y aquellos que apoyaron a Julius Nyerere. En 1959, el cargo de Mangi Mkuu fue abolido y con la independencia, se redujo el papel de los jefes tradicionales.
Los chagga consiguieron buenos accesos a la educación en Tanzania, con más del 80 por ciento de alfabetización en la década de 1980.
Tanzania adoptó un enfoque conciliador entre las etnias. El gobierno fomenta el uso de suajili, la lengua costera, como lengua nacional, aunque a menudo las personas hablan otras lenguas nativas y se siguen identificando con algún grupo étnico en particular. Pero aunque las divisiones étnicas de Tanzania no son tan profundas como las de Uganda y Kenia, las tensiones económicas tienden a resaltar pequeñas diferencias. Por ejemplo, los chagga, tras su éxito en la agricultura y los negocios, debieron  enfrentarse a la envidia y la discriminación de grupos vecinos a pesar de su similitud étnica.
Otro proceso importante que tuvo lugar a finales del siglo XX y principios del XXI fue la emigración desde el medio rural del Kilimanjaro a las ciudades, motivado por razones laborales y económicas.

## Sociedad
La organización del pueblo chagga sigue las reglas de transmisión patrilineales. Sus clanes varían en tamaño desde unos pocos hogares hasta muchas docenas. El centro de su sociedad es el kihamba o parcela de tierra familiar. El kihamba se hereda y es la fuente de riqueza familiar. El matrimonio es virilocal y muchos linajes están localizados por áreas debido al vínculo entre el parentesco y la tenencia de la tierra.
La sociedad tradicional es igualitaria basada en los grupos de edad. Los grupos de edad son masculinos y femeninos y transversales a clanes y distritos de jefaturas. Tras la independencia de Tanzania y el surgimiento de movimientos y partidos políticos las estructuras tradicionales tendieron a perder vigor.

### Mangi

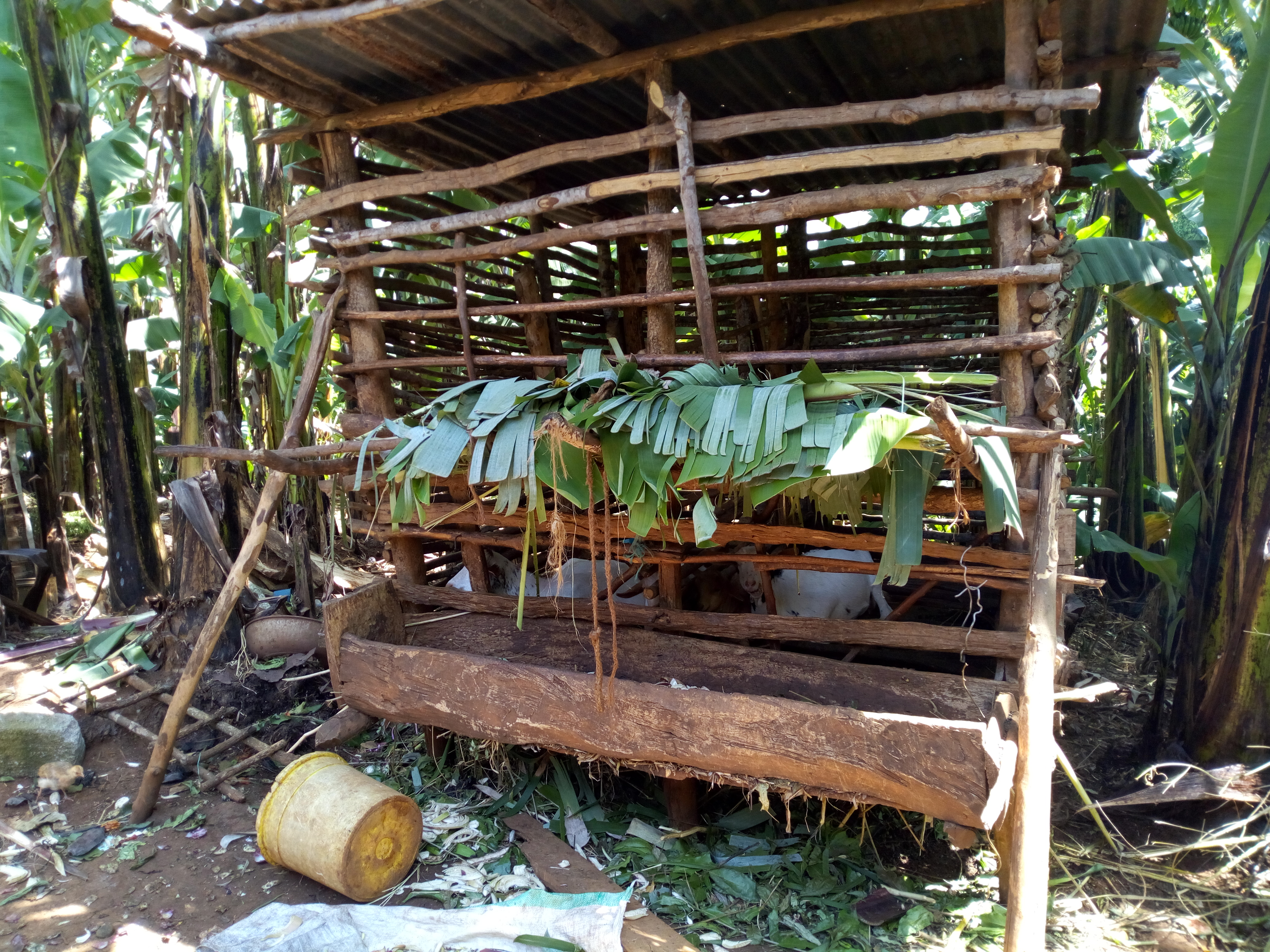
Vista parcial de un kihamba

Los jefes chagga se llaman mangi, que significa aproximadamente "el arreglador" o "planificador" que "jefe de un clan".

### Matrimonio
Para la organización tradicional de los chagga la poligamia era legítima. Tras la cristianización de las costumbres las iglesias la desalentaron y promovieron la monogamia. Los matrimonios solían ser negociados por los padres de la pareja quienes acordaban la dote. Antiguamente, tanto hombres como mujeres eran circuncidados ritualmente antes de ser considerados aptos para el matrimonio.

### Asentamientos familiares

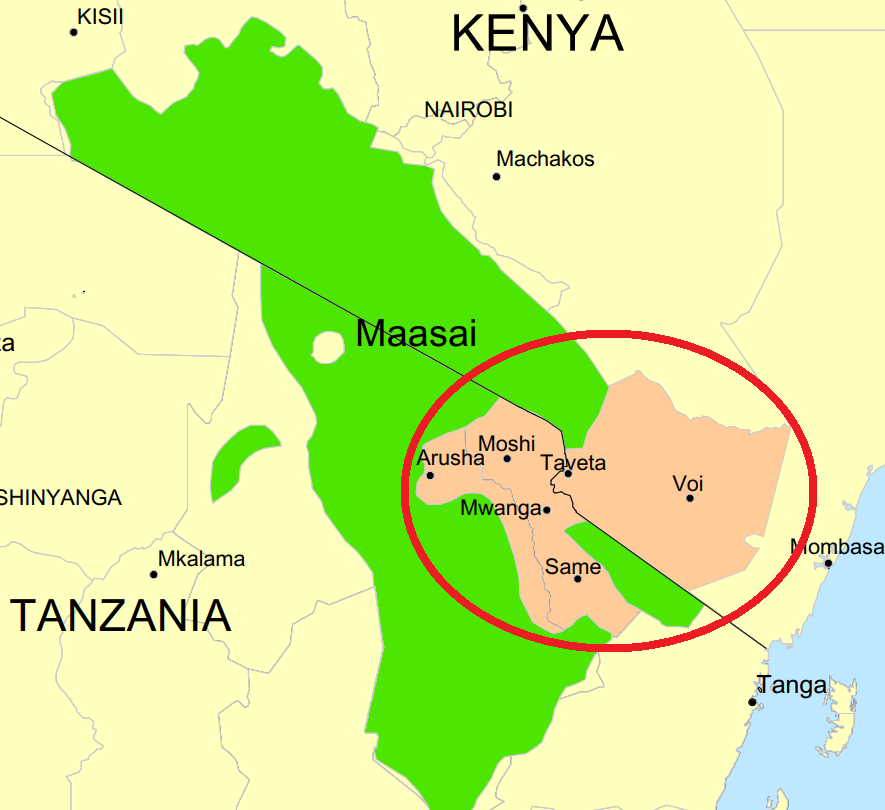
Ubicación del pueblo chagga (moshi) en la región del Kilimanjaro

No hay núcleos poblacionales en las laderas del Kilimanjaro. Cada familia vive en medio de sus plantaciones de plátanos y café. Estos complejos (kihamba) se vallan con muros de piedra o setos bajos para marcar sus límites pues la montaña se ha visto rodeada de ellos. En general los grupos patrilineales ocupan zonas conjuntas. Para demarcar la zona de un clan se utilizan setos más grandes o bancos de tierra. Antiguamente era posible salirse de uno de estos grupos con autorización de la jefatura y fundar otro clan patrilineal en otra parte de la montaña, pero esa movilidad se fue restringiendo debido a la demanda y la casi inexistente disponibilidad de tierras baldías.

### Vivienda
Las casas tradicionales de las aldeas chagga tienen forma de colmena. La base y sus paredes con forma cilíndrica se construían tomando como referencia de altura la del hombre de mayor estatura que conociera el constructor. Para el diámetro se calculaba dos o tres veces la longitud del brazo de ese hombre, desde la punta de los dedos de una mano a la otra. Luego se enterraba una clavija y se ataba a ella un hilo que iba a una azada. A modo de compás el constructor giraba en círculo marcando así una circunferencia perfecta que guiaría los cimientos y paredes. Los techos cónicos solían ser de pastos.

### Gastronomía

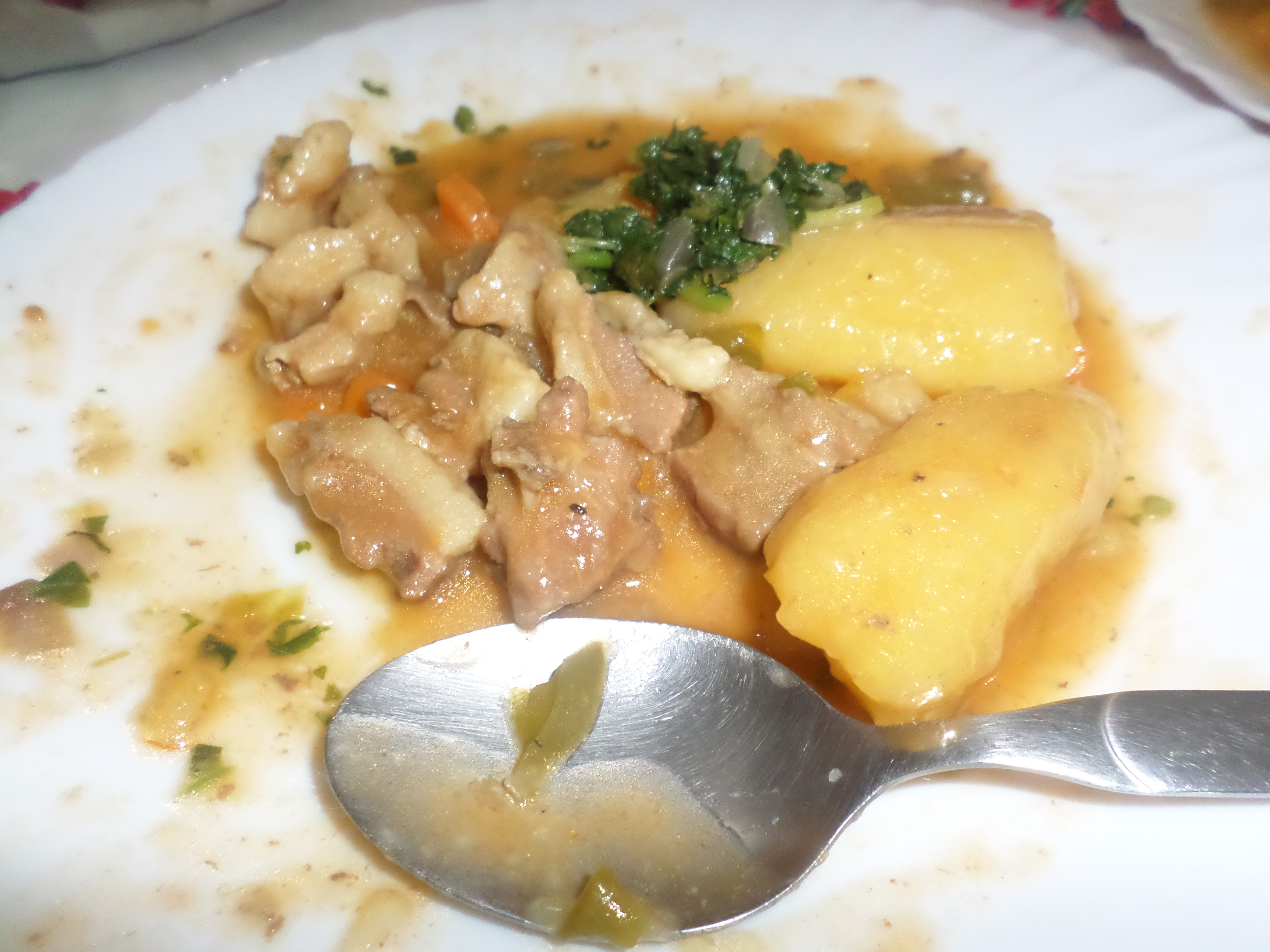
Preparado de plátanos con carne y verduras del pueblo chagga

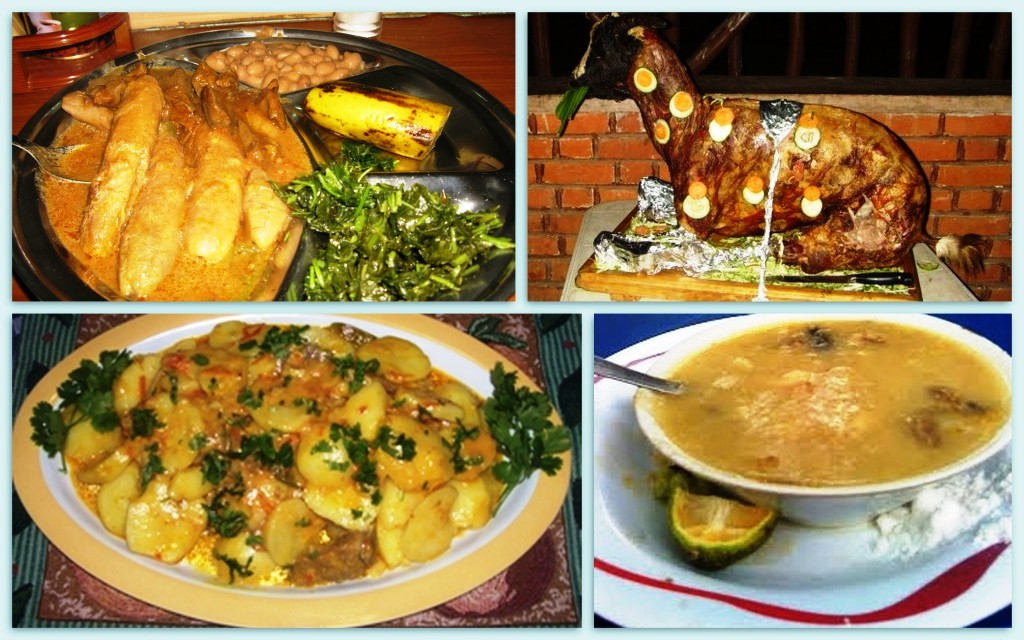
Gastronomía tradicional chagga

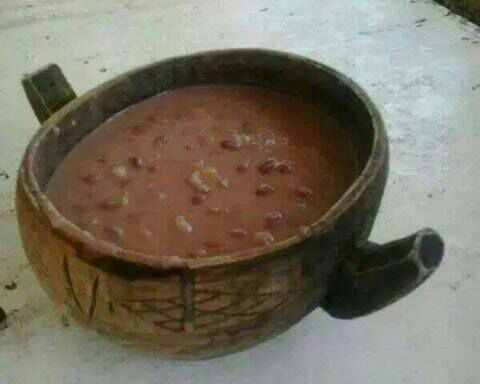
Potaje de bananas con frijoles

Los estudios lingüísticos comprobaron la importancia del plátano para el pueblo chagga al tener 20 palabras distintas en su idioma para nombrarlo. Entre otros alimentos el plátano en una mezcla con el mijo eleusine permite elaborar una cerveza típica.

## Religión
El cristianismo católico y el luterano son mayoritarios dentro del pueblo chaga. Pero existe pluralidad religiosa, pues también hay comunidades chagga integradas a la iglesia anglicana, así como a pequeñas comunidades musulmanas y personas no integradas a confesión alguna. La diversidad en esta materia incluye la vigencia de la espiritualidad o religiosidad tradicional chagga que evolucionó a través de las creencias y rituales de los ancestros.

### Tradición espiritual
Ruwa es el nombre del espíritu o deidad suprema del pueblo chagga. Ruwa también es la palabra con la que se nombra al sol. De hecho, aunque sin confundirlos, la tradición ve en el astro una representación de la energía y el poder de la deidad. La memoria de los ancestros cumple un lugar importante en la espiritualidad y los rituales tradicionales del pueblo chagga. Destacan las ceremonias donde se recuerdan a los grandes jefes o héroes míticos como Orombo, Marealle y Sina. Reconocimiento que fundamentan en sus respectivos legados al desarrollo de su comunidad. El culto a los ancestros está ligado al cuidado especial por los hijos. Se entiende que en ellos está la eternidad, la posibilidad de seguir viviendo tras la muerte del progenitor. Esta idea de la vida eterna tiene un doble significado, la trascendencia espiritual y la memoria que será preservada en el mundo material a través de los rituales; al mismo tiempo que la propia continuidad de la vida a través de los hijos brinda otra forma de inmortalidad a los hombres.

### Ritos funerarios
La tradición espiritual chagga sostiene que se necesitan nueve días para viajar desde el mundo físico, de los vivos, al espiritual de los muertos. Para ello proveen de leche y envuelven en pieles de animales a sus difuntos, para así preparados, afrontar un sendero desértico y accidentado que separa según ellos ambas existencias.

### Educación y rituales de paso
Cada comunidad toma la enseñanza de los niños como una medida de supervivencia y, por lo tanto, los educan desde muy pequeños para que asuman responsabilidades comunitarias, como los rituales a los ancestros. También y según al ámbito familiar en el que nacieron, asumirán a temprana edad las tareas y oficios del mundo rural. Para ayudar o reencaminar a los rebeldes, a la edad de 12 años deben pasar por el rito kususa. Este los obliga a convivir durante un período con una mujer anciana que les enseñará las reglas de buen comportamiento. Tras el ritual, los niños ya iniciados le harán llegar al novel sus consejos a través de canciones y proverbios que irán destinados a influir en el aprendiz. El ritual de paso congrega tanto a jóvenes como ancianos. Culminado el mismo al mes se procede a un sacrificio y una ceremonia de purificación. En generaciones anteriores, los Chagga también celebraban rituales separados por sexo antes de casarse. Ngasi era el ritual masculino. Los jóvenes eran enviados al bosque donde realizaban ciertas pruebas durante varios días, cazando, pescando y demostrando su capacidad para vivir en el bosque sin familia y comunidad. Por su parte las mujeres jóvenes tenían que pasar por la ceremonia Shija, que incluía instrucción en rituales, así como educación sexual, procreación y crianza de los hijos.
Durante la ocupación colonial alemana estuvieron prohibidos los rituales de iniciación así como todo tipo de ceremonias tradicionales del pueblo chagga. La medida creó una crisis de identidad y cultura que llega a la sociedad actual.

## Economía

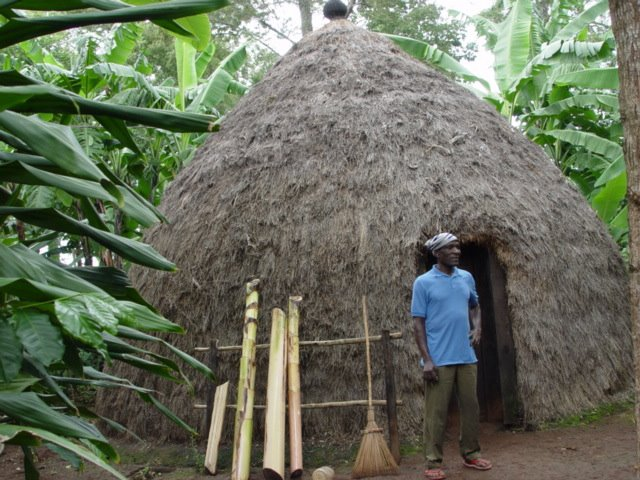
Cabaña tradicional chagga en la ruta Marangu.

La economía chagga se sostiene basándose en la agricultura (plátanos, café, etc.) y la ganadería. En sus orígenes la necesidad de mineral de hierro y el comercio de marfil les otorgó una importante posición en las redes comerciales de la región. En el siglo XVI una jefatura chagga, Mamba, estableció y mantuvo un amplio comercio de mineral de hierro y armas en la región del Kilinmanjaro. Los herreros de Mamba viajaban a Ugweno (montañas Paré), donde cambiaban su ganado por mineral de hierro. Con esa materia prima los herreros chagga fabricaban armas que intercambiaban en los mercados de las laderas orientales del Kilimanjaro y otros lugares obteniendo importantes riquezas para su jefatura.
La necesidad de expandir tierras agrícolas viables se enfrentó al desafío del espacio en las laderas de las montañas y el sistema kihamba se constituyó uno de los mejores ejemplos de cultivos múltiples y con menos daño ambiental que otros sistemas agrícolas. A pesar de las escasas tierras cultivables en las laderas del Kilinmanjaro y el aumento de la presión urbanística que resta terrenos, el pueblo chagga desarrolló un sistema eficiente de agricultura intensiva que permitió plantar en el mismo kihamba (propiedad familiar) explotaciones de mijo, maíz, frijoles, mandioca, camote, ñame, caña de azúcar, café, tabaco, calabazas y calabacines.
Esta variedad de cultivos a menudo se plantan juntos en una parcela de tierra distribuyendo las plantas cerca de arbustos y árboles más grandes. En las mismas parcelas se cultiva el forraje para animales y se aprovechan las charcas o acequias de riego para la cría de peces. Esta técnica de cultivos intercalados no agota el suelo y mantienen un ecosistema biológicamente diverso. La tradición agrícola de los chagga es citada en muchas ocasiones por ambientalistas que recomiendan su adopción.

### Agricultura
El plátano era uno de los principales productos del que se cultivaban muchos tipos. Los hombres tenían un papel en la economía siendo los dueños de las plantaciones y la tierra. Las mujeres, con autorización masculina llevaban adelante las tareas de venta en los mercados. Sin embargo las mujeres eran consideradas dueñas del huerto de hortalizas que ellas mismas trabajaban. El fruto de la venta de su producción era de su propiedad. Las plantaciones chagga incluyen mijo, maíz, frijoles, mijo (Eleusine corocana), mandioca, batatas, ñame, caña de azúcar, zarpas (Carica papaya), calabazas, calabacines y tabaco.

### Ganadería

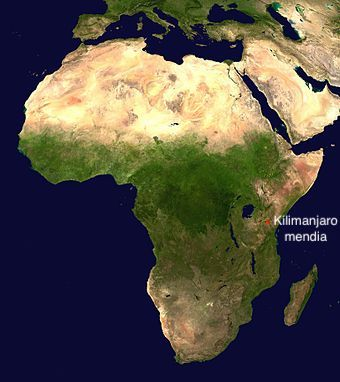
Kilimanjaro, situación

En la mayoría de las zonas pobladas de la montaña, cada hogar tenía unas pocas vacas alimentadas en establos. En las zonas donde había más pastos, se pastoreaban grandes rebaños de ganado. La leche era un alimento muy apreciado, al igual que la carne. Los linajes locales celebraban fiestas de matanza varias veces al año. Había un sistema de préstamo de ganado mediante el cual muchos hogares cuidaban animales que no eran los suyos. A cambio del cuidado de un animal, el prestatario recibía la leche y el estiércol y, finalmente, cuando el animal era sacrificado, tenía derecho a una porción de la carne. Las fiestas de matanza de linajes todavía se han mantenido, tanto para los rituales principales del ciclo de vida como para la vida cotidiana.

### Café
En el período postcolonial la economía sufrió un cambio drástico. La introducción del cultivo del café por parte de los misioneros se convirtió en un producto esencial de la economía de Tanzania. La demanda de trabajo asalariado en plantaciones y ciudades introdujo el dinero en efectivo en la economía chagga. La posesión de dinero era básicamente masculina por ser los hombres los que tenían mayores posibilidades de conseguir trabajos fuera de la comunidad.

### Propiedad de la tierra
En la época precolonial la tierra se consideraba propiedad masculina, heredada patrilinealmente o transferida entre vivos por hombres a hombres. Las viudas y las mujeres podían ocupar, poseer y utilizar la tierra, pero no podían obtener un título de propiedad transferible. Ese patrón de tenencia de la tierra continúa, aunque, formalmente, la ley ha cambiado.